# Blohmhügel
Blohmhügel är en kulle i Antarktis. Den ligger i Östantarktis. Nya Zeeland gör anspråk på området. Toppen på Blohmhügel är 50 meter över havet.
Terrängen runt Blohmhügel är kuperad åt sydväst, men åt nordost är den platt. Trakten är obefolkad. Det finns inga samhällen i närheten.